# Jan Janszoon
Jan Janszoon van Haarlem (ook wel Morat-reis of Moerad Raïs de Jongere) (1570-na 1641) was in de zeventiende eeuw een Barbarijse kaper van Hollandse komaf die deel uitmaakte van de vloot van Salé. Hij klom er op tot grootadmiraal en gouverneur van Salé en Oualidia.

## Begin
Op Janszoons eerste reis als schipper op een Nederlands kapersschip leed hij schipbreuk op de rotsen van het eiland Lanzarote. Hij werd gered door Ivan de Veenboer ("Sulayman Reis") die hem als stuurman bij zich hield. Op 11 mei 1619 werd er voor het eerst verslag gedaan van een actie van Jan Janszoon; als stuurman op een brik van De Veenboer veroverde hij het schip van Jacob van Engelsen van Aquersloot. De lading tarwe bracht bij verkoop een goede prijs op. Na de dood van De Veenboer in 1620 nam Janszoon diens zaken in Algiers over, hij bekeerde zich tot de islam en ging de naam Moerad Raïs voeren. In 1623 vertrok hij naar Salé waar hij al snel het bevel had over zeventien kaperschepen.

## De vesting Salé
Vanaf 1619 werd de havenstad Salé van uitgebreide vestingwerken voorzien. Hierdoor werd de plaats een bijna onneembare uitvalsbasis voor de piraten onder bevel van admiraal Janszoon. Tot 1627 bestond er een de facto onafhankelijke stadstaat die wel de Republiek Salé genoemd wordt. Na de dood van sultan Moelay Zidan in 1627 deed de nieuwe machthebber, de koning van Marrakesh, een vergeefse poging de stad te veroveren. De kapers onder aanvoering van Janszoon kwamen ten slotte tot een overeenkomst met de nieuwe koning; hij vergaf Janszoon zijn ongehoorzaamheid en offreerde hem een gouden appel en een persoonlijke titel op voorwaarde dat Janszoon zijn verzet opgaf en er weer belasting werd betaald.

## Expansie

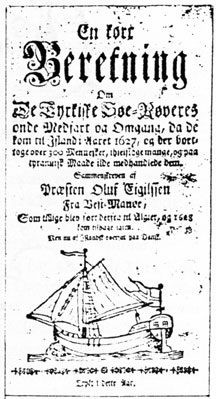
De IJslander Ólafur Egilsson werd met 241 anderen gevangengenomen door Jan Janszoon. Hij wist na betaling van losgeld een jaar later vrij te komen waarna hij een boek over zijn ervaringen schreef

De strooptochten van Janszoon voerden hem tot ver in de Atlantische Oceaan. In maart 1627 plunderde hij zelfs Grindavik en Austurland op de kust van IJsland. Hij liet velen op de eilandengroep Vestmannaeyjar vermoorden en nam 242 mensen als slaaf mee naar Barbarije, waarvan slechts dertien ooit naar hun geboorteland terugkeerden. Deze aanval wordt op Vestmannaeyjar aangeduid als de Tyrkjaránið; de Turkse ontvoeringen. In 1631 leidde hij de plundering van Baltimore.
Toen zijn schip in 1623 tijdens een storm in Het Kanaal terechtkwam, voer hij naar de Zeeuwse havenstad Veere, waar hij als bondgenoot werd behandeld, en waar zijn schip werd gerepareerd. Zijn Nederlandse vrouw en kinderen konden hem bezoeken en er boden zich daar regelmatig zeelieden aan voor dienst op zijn schepen.
Omdat de Moorse kapers zich niet hielden aan het al in 1610 door Samuel Pallache afgesloten verdrag dat onder meer inhield dat Nederlandse koopvaardijschepen niet meer zouden worden aangevallen, besloot de leiding van de Nederlandse Republiek weer met de koning van Marrakesh te gaan onderhandelen. Toen ambassadeur Van Liederkerke met Adriaen Matham en Lysbeth, de enige dochter van Janszoon, in 1640 in Salé aankwam werd hij daar uit naam van de koning onthaald door Jan Janszoon.

## Tegenslag
Na een volgend bezoek aan Veere ontmoette Janszoon op de Noordzee een groot schip onder Hollandse vlag. Nadat hij zijn bemanning tegen alle verdragen en afspraken in, opdracht gaf het schip te enteren hees de boot de Habsburgse vlag en kwamen er een groot aantal Duinkerker kapers tevoorschijn. Janszoon probeerde zo snel mogelijk weg te komen, maar kon niet verhinderen dat hij drie volle lagen van het geschut te verduren kreeg. Met veel averij wist Janszoon Amsterdam te bereiken. Hier kreeg hij echter niet de medewerking waar hij als Moors admiraal recht op meende te hebben. Het kostte hem een vermogen om genoeg hulpgoederen los te kunnen krijgen om weer te kunnen uitzeilen.

## De mens Janszoon
Als mens was Janszoon van een ander slag dan Simon de Danser, die geen Hollanders aanviel en De Veenboer die Hollanders geen leed aandeed. Van Janszoon is bekend dat hij een Hollandse matroos van een veroverd scheepje eigenhandig doodfolterde in een poging er achter te komen waar de schipper van de schuit zijn geld had verstopt.
Janszoon was getrouwd met Soutgen Caves en had drie kinderen in Haarlem. In Salé huwde hij nogmaals, nu met een Moorse van Spaanse afkomst. Een zoon uit dit huwelijk, de mulatto reus Anthony Janse van Haerlem-Salee de piratenzoon, die naar Nieuw-Amsterdam emigreerde met zijn bruid Grietje Reyniers, een verbannen prostituee. Het illustere paar trouwde aan boord van de Soutberg, die in 1632 vanaf Texel vertrok. Gewapend met een toestemmingscertificaat volbracht dominee Everardus Bogardus de ceremonie op volle zee. Anthony werd daar bekend als The Terrible Turk.